# Nemedina zaitsevi
Nemedina zaitsevi är en tvåvingeart som beskrevs av Sinclair och Igor Shamshev 2003. Nemedina zaitsevi ingår i släktet Nemedina och familjen dvärgdansflugor. Inga underarter finns listade i Catalogue of Life.